# Capela da Sagrada Família (Velas)

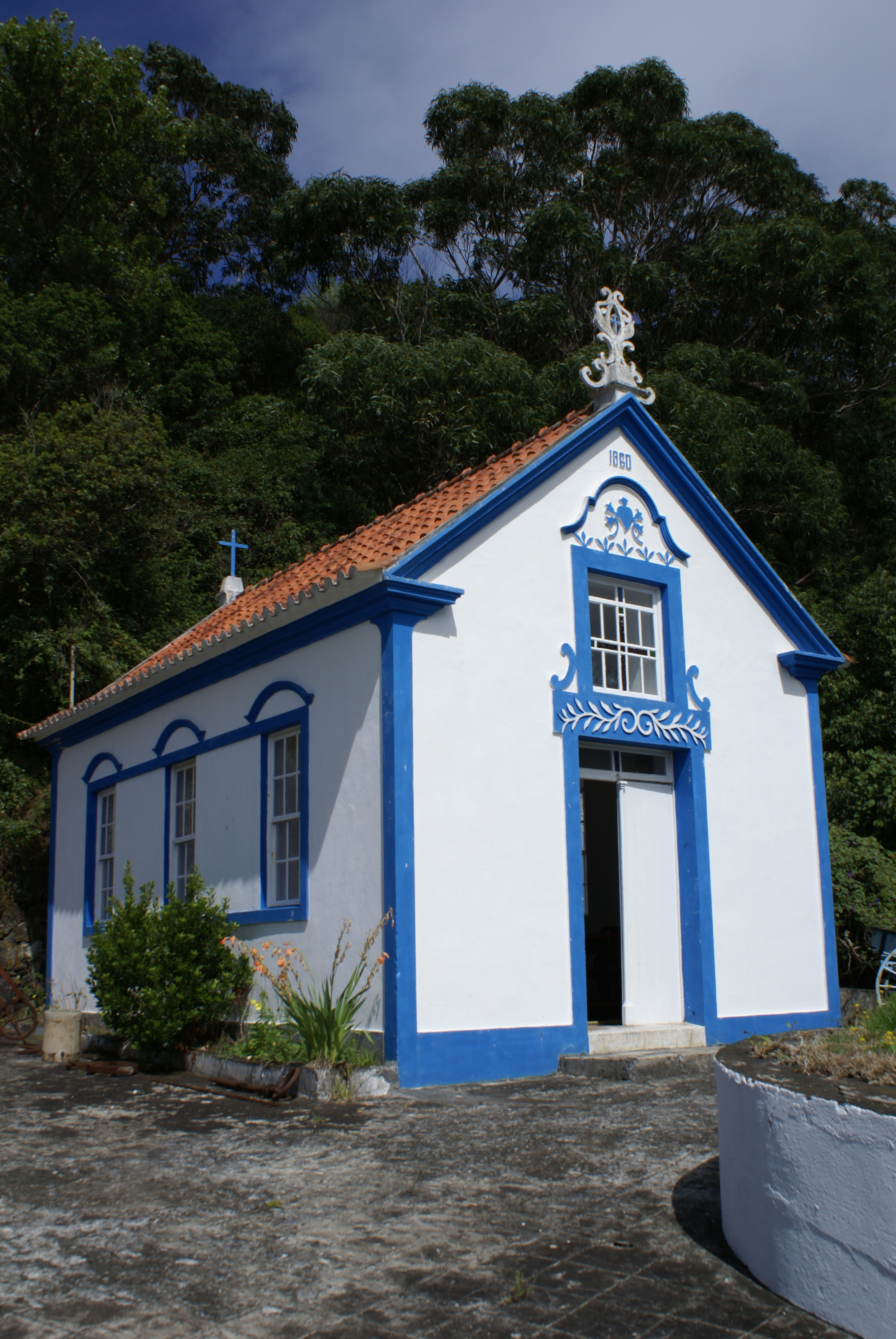
Capela da Sagrada Família, vista geral.

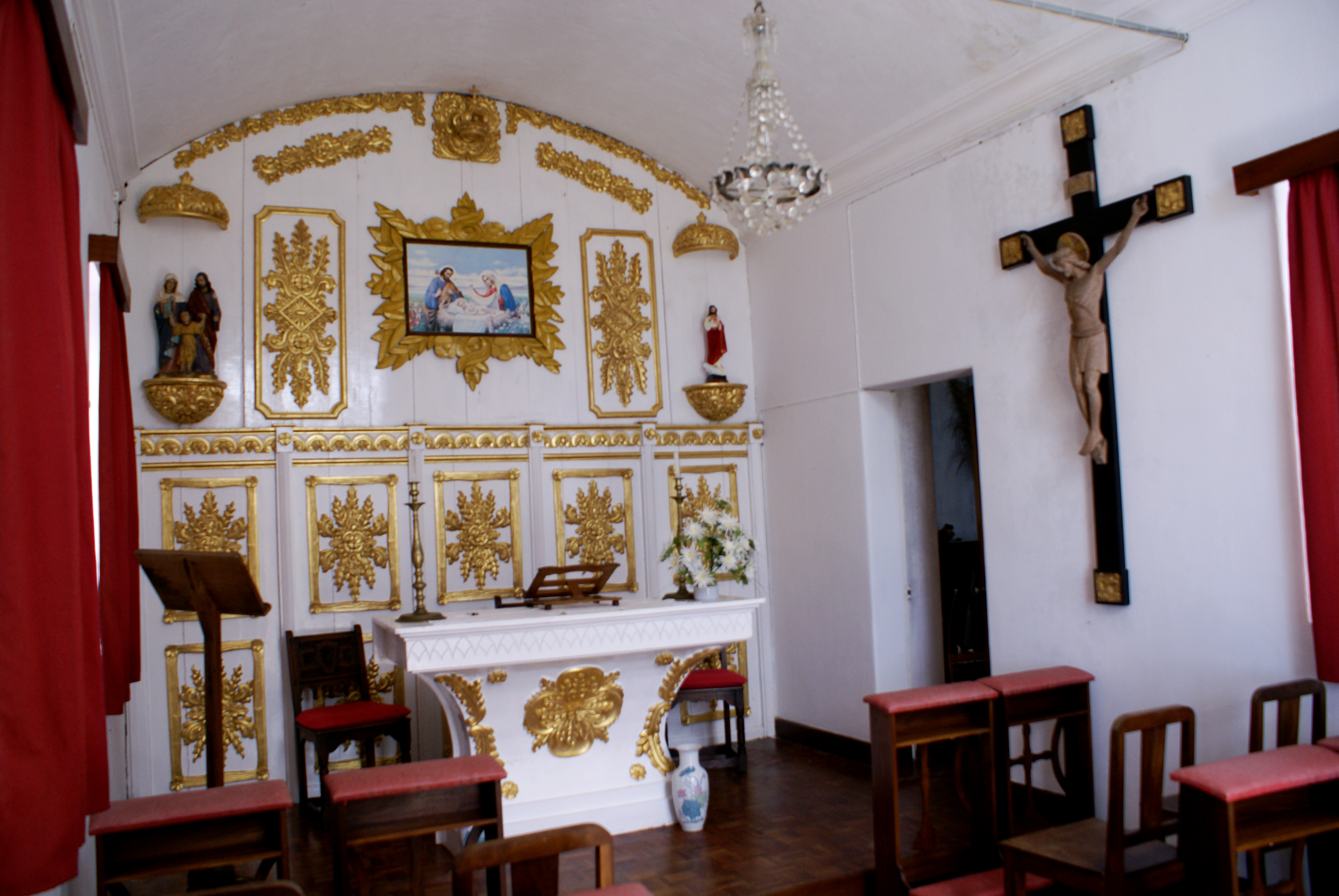
Capela da Sagrada Família, altar-mor.

A Capela da Sagrada Família é uma capela Portuguesa localizada no lugar da Quinta do Canavial, Entre Morros, concelho das Velas, ilha de São Jorge.
Esta capela de pequena dimensão encontra-se inserida numa paisagem deveras curiosa, encaixada em plena encosta entre a serra e o mar.
Faz parte da Quinta do Canavial sendo o seu uso de cariz particular, se bem que se encontre aberta ao turismo.
Apresenta-se como uma construção recente, apresentando na fachada a data de 1960. Foi edificada em alvenaria pintada em tons de branco e azul celeste. A torre sineira encontra-se do lado direito do templo é dotado por um único sino.
O altar-mor tem um fundo branco com bonitos trabalhos em talha dourada.